# Клеверотёрка
Клеверотёрка — это устройство, основной задачей которого является вытирание семян клевера, разделения стручков сераделлы, освобождения семян моркови от бородков, разделения многосемянных зерен овощных культур, обрушивания остей и повышения текучести отдельных видов злаковых трав.
В технологиях уборки и послеуборочной обработки семян трав в обязательном порядке присутствует технологическая операция вытирания семян, которая сопряжена со значительным увеличением энергозатрат и осуществляется либо с помощью специальных приспособлений к зерноуборочным комбайнам, либо с помощью специальных машин — клеверотёрок.

## Принцип работы
Клеверотёрка выглядит как конусный барабан с планками-бичами, который заключен в разъемный кожух. Внутри располагаются рифленые деки, отвечающие за сохранение семян в процессе обработки. Зазор между бичами и декой регулируется под ваши потребности. В действие барабан приводит электродвигатель клиноременной передачи, от которого также зависит мощность клеверотёрки и качество очистки семян.
Основная задача такой клеверотёрки — одновременное вытирание семян и их сепарация. Поэтому клеверотёрка с коническим барабаном и охватывающим его кожухом обеспечивает полное выделение семян из обрабатываемой смеси.

## История

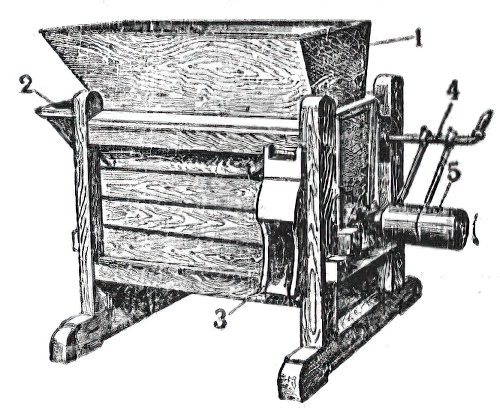
Рис. 1. Клеверная терка
1 — засыпной ковш,
2 — спускная воронка,
3 — лоток,
4 — переводная вилка,
5 — приводной шкив.

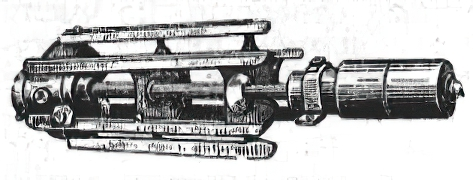
Рис. 2. Бильный барабан клеверной терки

Общий вид первой клеверотёрки показан на рис. 1.
Основным рабочим органом клеверной терки являлся бильный барабан (см. рис. 2), окруженный кожухом. Кожух представлял собой цилиндрическую поверхность, составленную частью из пробивного оцинкованного железа, частью из сетки, сплетенной из стальной проволоки квадратного сечения.
Вытирание семян клевера из пыжины происходило следующим образом:
— пыжина вручную засыпалась ковш 1, из которого через регулируемое заслонкой отверстие поступали в спускную воронку 2, а из последней — в терочный барабан, где происходит вытирание семян. Вытертые семена высыпаются под машину, а неизмельченные коробочки и крупные примеси выбрасывались через лоток 3 в подставленный для этой цели ящик.
Тёрочный барабан при работе должен был иметь 800—1000 оборотов в минуту. Производительность клеверотёрки за 1 час была равна 0,25-0,40 тонны семян клевера.
Клеверотёрки имели большое значение для развития такой ценной культуры, как клевер, и потому в Советском Союзе также было обращено внимание и на производство клеверных терок.
Клеверные терки выпускались заводом «Металлист» в Пскове.